# Mosè Bianchi

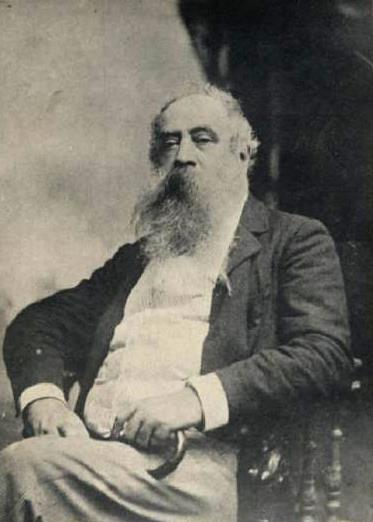
Mosè Bianchi um 1890

Mosè Bianchi (* 13. Oktober 1840 in Monza; † 15. März 1904 ebenda) war ein italienischer Maler.

## Biographisches
Mosè Bianchi wurde als Sohn des Malers Giosuè Bianchi 1840 in Monza geboren. Er war ein Schüler von Giuseppe Bertini. Sein Bruder Gerardo Bianchi war ebenfalls Maler.
Bianchis Werke umfassen Landschaften, Genrebilder sowie Porträts. Sein Stil wird mit dem des Joseph Meissonnier verglichen.
Nach seinem Tod im Jahr 1904 wurde Bianchi auf dem Friedhof in Monza beigesetzt.

## Werke

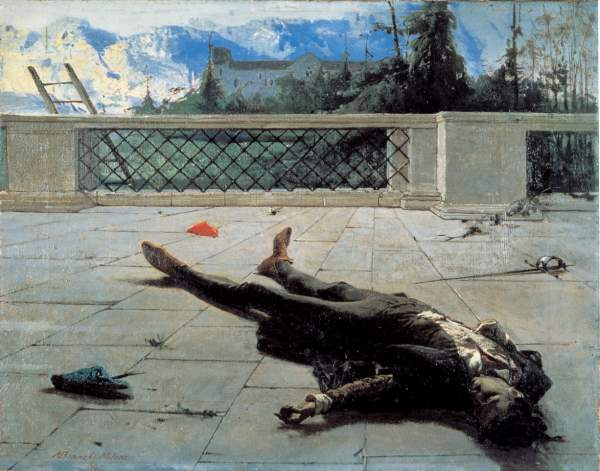
Dopo il duello, 1866
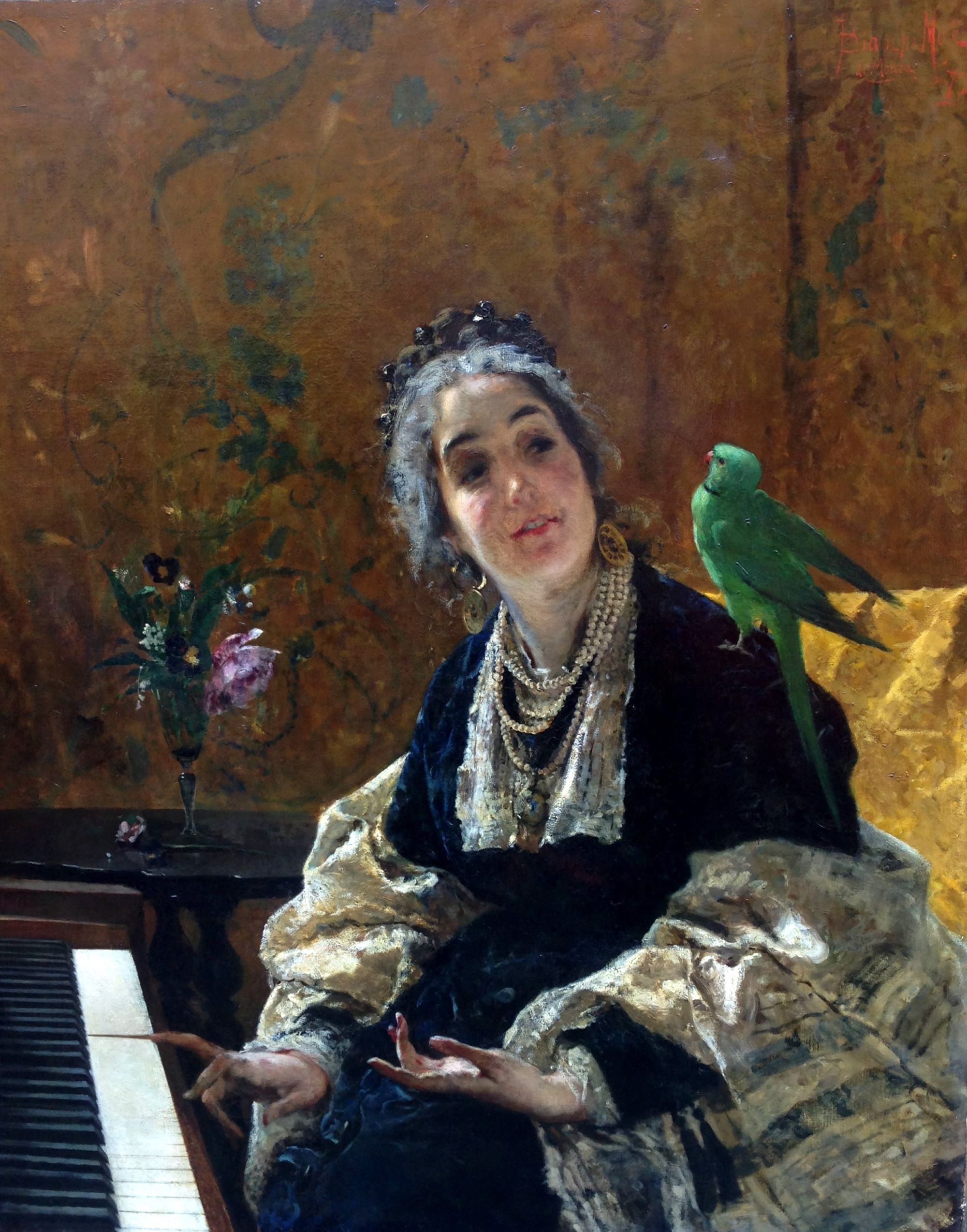
La dama del pappagallo, 1872
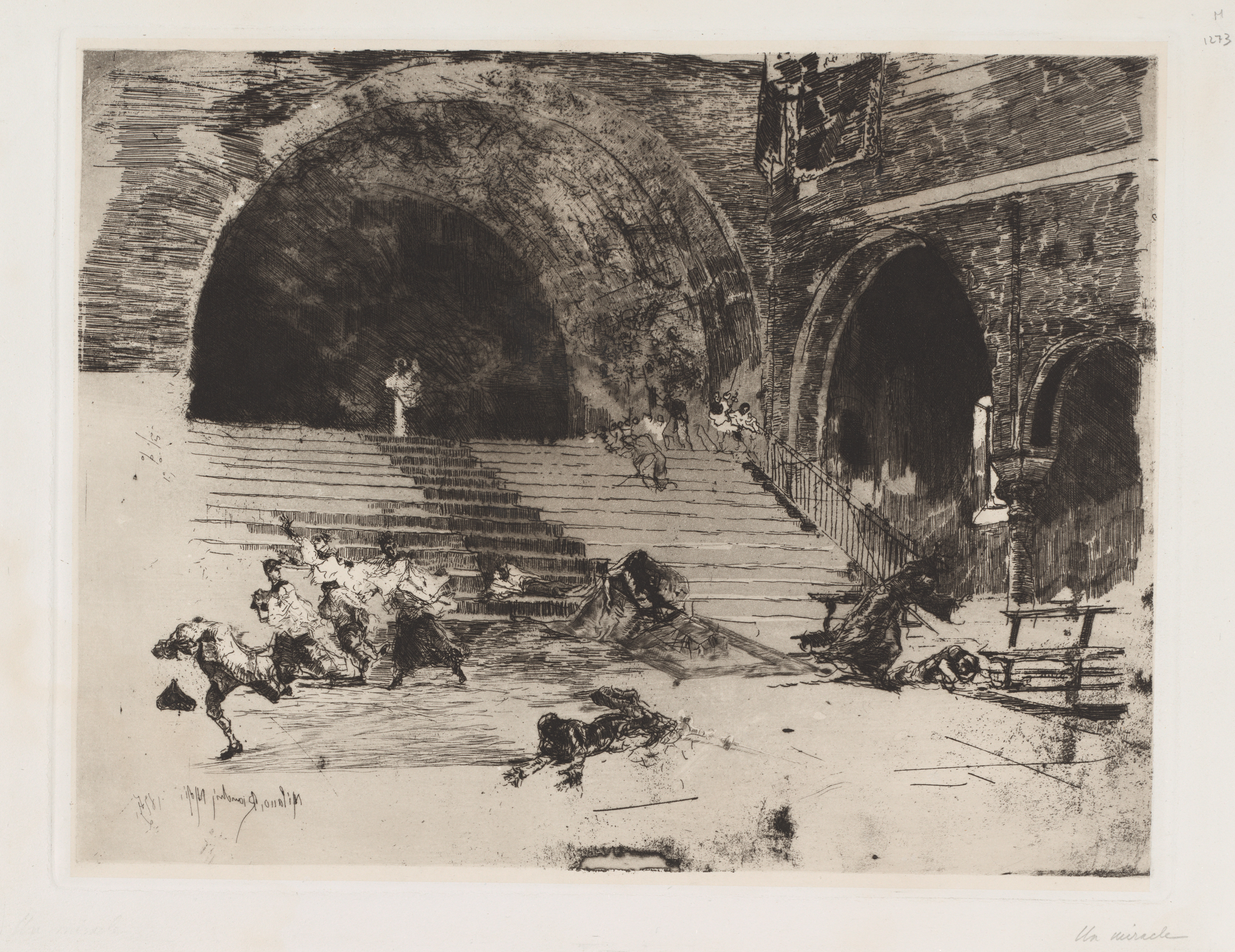
A Miracle, 1874
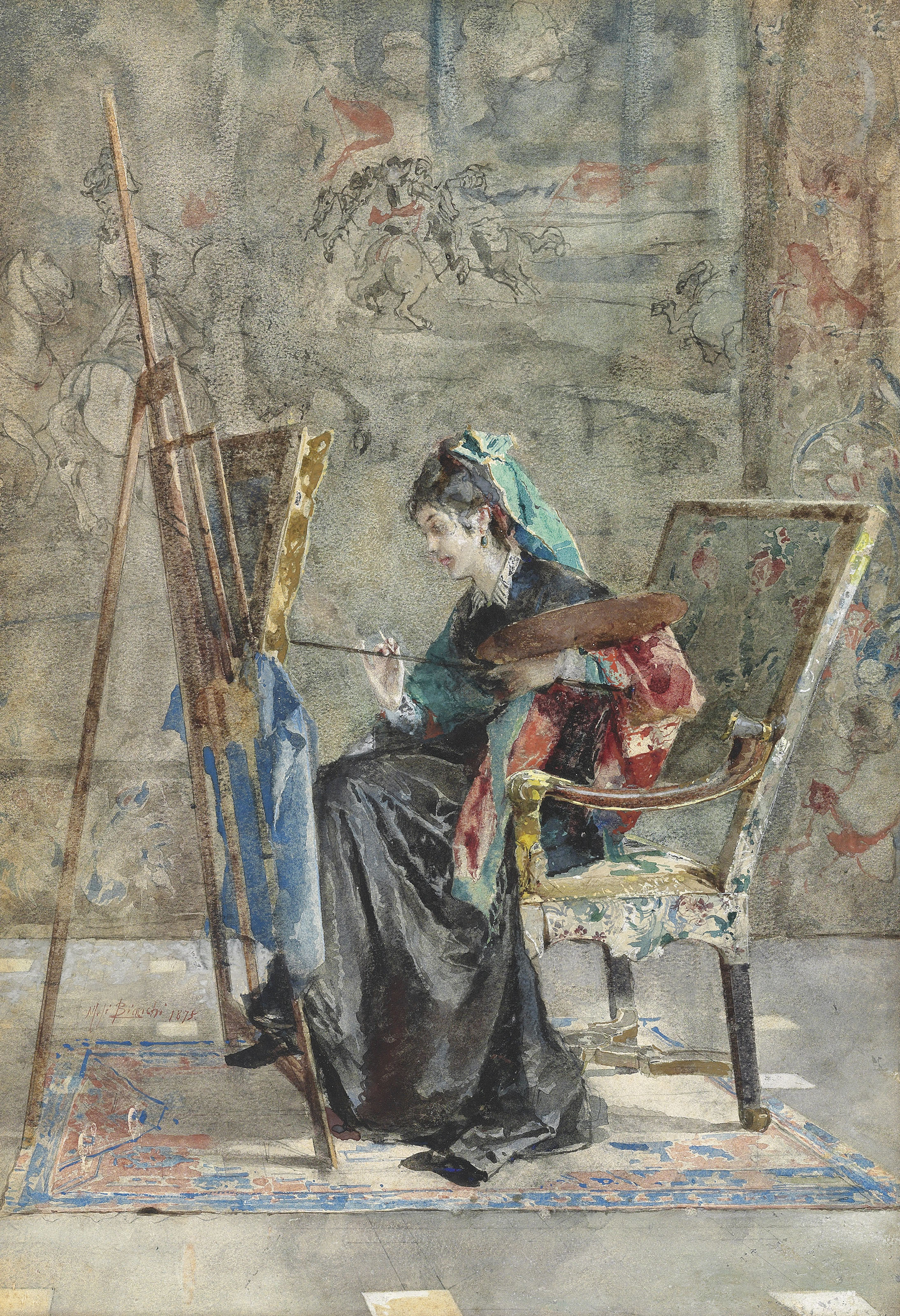
La pittrice, 1875
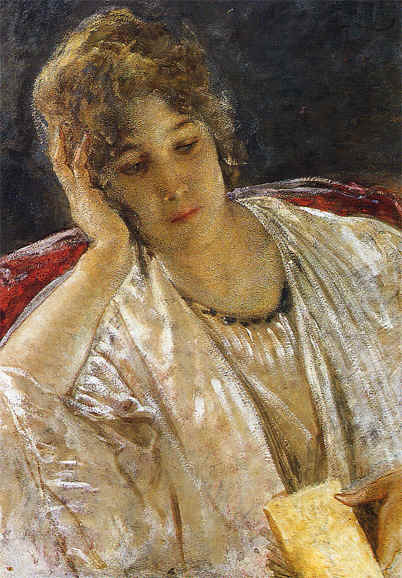
Ritratto di Signora, 1890
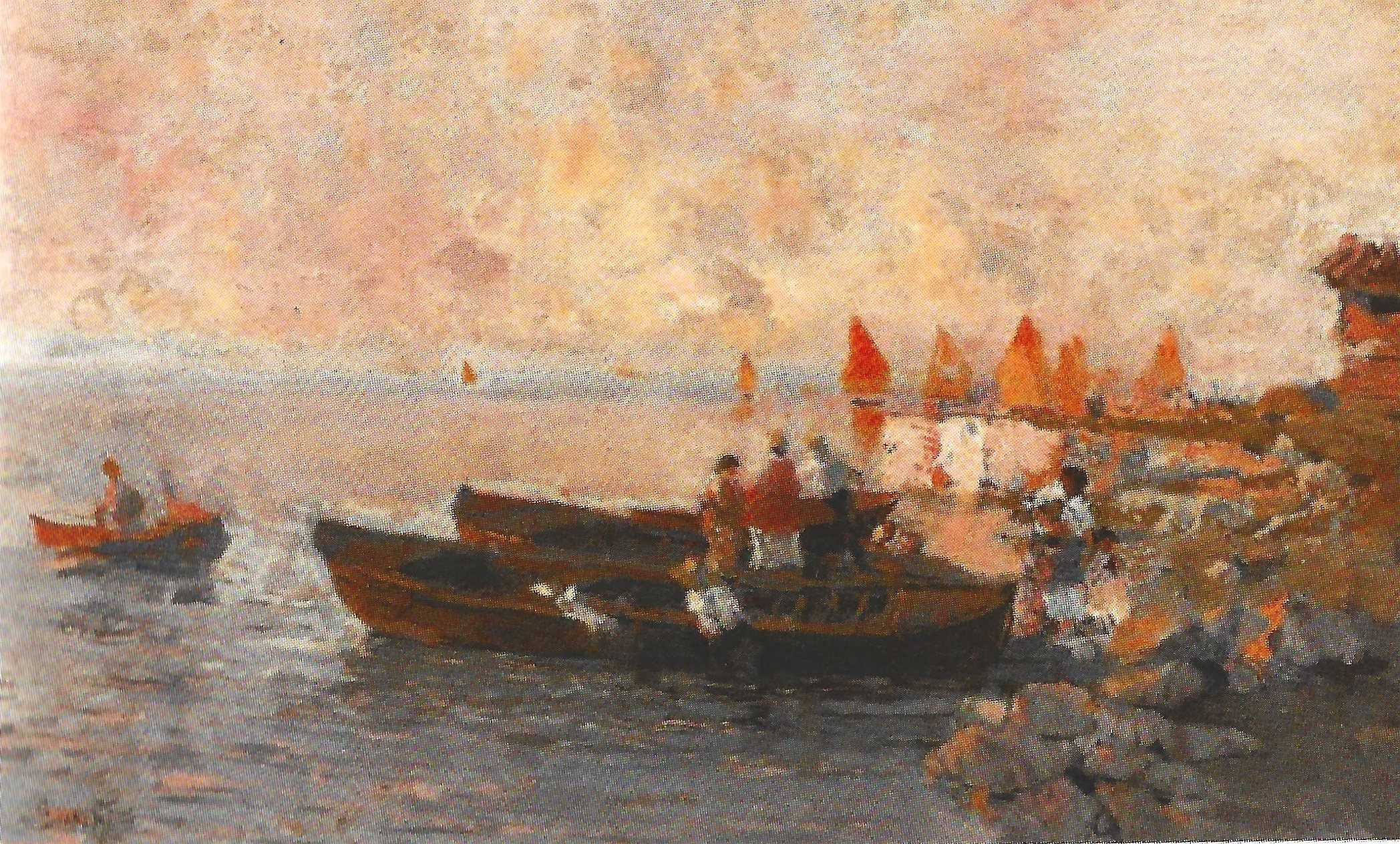
Laguna al tramonto, 1893

Bianchis Werke sind unter anderem in der Sammlung Frugone in Genua ausgestellt. Das Deckengemälde in der Saletta Reale, dem Warteraum für den König von Italien im Bahnhof Monza, ist ebenfalls ein Werk von Mosè Bianchi.